# Protanilla tibeta
Protanilla tibeta (лат.) — вид мелких муравьёв (Formicidae) из подсемейства Лептаниллины (Leptanillinae).

## Распространение
Китай, Тибет: Medog County, Damu Town, Damu Village. Обнаружены на высоте 1200 м.

## Описание
Обитают в тропическом дождевом лесу. Мелкие муравьи длиной 1-2 мм. Мандибулы узкие, изогнуты вниз, с многочисленными мелкими зубчиками. Нижнечелюстные щупики 4-члениковые. Метанотальная бороздка развита. Пигидиум (тергит 7-го абдоминального сегмента) крупный, округлый. Рабочие особи слепые (сложных глаз нет), жёлто-коричневые. Усики 12-члениковые, усиковые валики отсутствуют, место прикрепления антенн открытое. Название P. tibeta дано по типовому местообитанию.